# Roger Kellaway
Roger Kellaway, né le 1er novembre 1939 à Waban,  dans le Massachusetts, est un pianiste, compositeur, arrangeur, organisateur de spectacles et chef d’orchestre américain.

## Biographie
Dès l’âge de sept ans, il s’intéresse  au piano et  commence à étudier. À 12 ans, il écoute  déjà du jazz et de la musique classique  et décide  de consacrer sa vie à la musique. Au lycée il étudie la théorie musicale, joue de  la contrebasse et  des percussions dans l'orchestre de l'école, pour l'exécution d’œuvres de Mozart, Beethoven et Bach, tout en  jouant de la basse dans un groupe de jazz parascolaire.
Après ses études secondaires, il entre au conservatoire de musique de Nouvelle Angleterre pour étudier le piano, la contrebasse et la composition.
Avant la fin de ses études, il commence à jouer de la basse avec Jimmy McPartland, puis du piano, avec Kai Winding, Al Cohn, Zoot Sims et Clark Terry.
Il se fixe pour un temps à New York. À l'âge de 22 ans, il devient l'un des pianistes les plus demandés et respectés de New York, jouant dans les clubs de jazz, et travaillant avec des chanteurs tels que Lena Horne.
Il enregistre avec  Oliver Nelson, Clark Terry , Bob Brookmeyer, Ben Webster, Maynard Ferguson, Wes Montgomery et Sonny Rollins, compose une musique de  ballet pour George Balanchine et le New York City Ballet. Il composera également des pièces orchestrales pour l'Orchestre philharmonique de Los Angeles, le National Symphony Orchestra, l'American Symphony Orchestra et une variété d'œuvres pour orchestre de chambre pour des représentations au Carnegie Hall, des musiques pour le théâtre et pour des spectacles commémoratifs, par exemple pour celui du centième anniversaire de la naissance du compositeur Kurt Weill.
Lorsque Roger Kellaway s’installe à Los Angeles, il devient directeur musical de Bobby Darin et travaille en studio à l’écriture et l’arrangement de musiques et chansons pour les bandes sonores de films pour la télévision et le cinéma. En 1988, Kellaway a reçu un Grammy Award pour Memos From Paradise pour Eddie Daniels. Il a écrit une trentaine de musiques de films, dont celle d’Une étoile est née, avec Barbra Streisand, pour laquelle il est nommé aux Oscars et celle d’Invictus, du cinéaste Clint Eastwood,,.
En tant que pianiste, Kellaway a joué et enregistré avec un large éventail de musiciens de premier plan, tels  Lena Horne, Elvis Presley, Bobby Darin, Barbra Streisand, Joni Mitchell, Natalie Cole, Yo-Yo Ma, Quincy Jones, Caterina Valente, Oliver Nelson , Thad Jones, Melanie, Joe Beck, Henry Mancini, le clarinettiste Eddie Daniels, le  bassiste de jazz Red Mitchell et le violoniste Yue Deng.
À partir des années 1980, Kellaway  travaille presque à temps plein pour la musique de  jazz,.
En 2008 il a reçu le prix du Jazz Classique pour le  Roger Kellaway Trio, Heroes (dédié à Oscar Peterson).
En 2010, Roger Kellaway  a reçu un doctorat de son alma mater, le conservatoire de musique de Nouvelle-Angleterre.
Roger Kellaway enregistre avec les labels Prestige , Taurus et Gemini.